# Aleksandrov
Aleksandrov (anteriormente Aleksandrovskaya Sloboda, Aleksandrovskaya Sloboda) é uma cidade (desde 1778 [3]) na Rússia. O centro administrativo do distrito de Aleksandrovsky da região de Vladimir. A quarta maior cidade da região, um centro turístico no Anel de Ouro da Rússia. É o centro da aglomeração de Aleksandrovskaya com uma população de cerca de 130 mil habitantes. Possui cidades-satélite Strunino e Karabanovo. A cidade de Alexandrov forma a formação municipal homônima com o status de um assentamento urbano como o único assentamento em sua composição [4].